# Wendi Deng Murdoch
Wendi Deng Murdoch ((kínaiul); születési nevén  Deng Wen'ge; 1968. december 5.) kínai születésű amerikai üzletasszony. Rupert Murdoch harmadik felesége volt 1999-től 2013-ig. 

## Élete
A Santung állambeli Csinanban született és a Csiangszu-i Hszücsou-ban nőtt fel. Születési neve: Deng Wen'ge, ((kínaiul)), amelynek jelentése: "kulturális forradalom". Két nővére és egy bátyja van,  szülei pedig mérnökök voltak. Tinédzser korában "Wendi"-re változtatta a nevét.
A Xuzhou No.1 Middle School iskolában tanult. Röplabdázó lett. Apja Guangzhou-ba költözött, ahol egy gyár igazgatója volt; Wendi és családja Hszücsou-ban maradtak, majd kiköltöztek az apjukhoz. 1985-ben a Guangzhou Medical College tanulója lett. 1988-ban elhagyta az iskolát és az Egyesült Államokba utazott. A northridge-i CUNY egyetemen folytatta tanulmányait, ahol gazdaságtant tanult; a legjobb tanulók között szerepelt. 1996-ban diplomázott a Yale Egyetemen.

## Magánélete
Wendi Deng gyűjti a kortárs kínai műalkotásokat. Olyan startup cégekbe fektetett, mint az Oscar, a Snapchat, az Uber és a Warby Parker.
Amikor Deng az USA-ban tanult, Jake és Joyce Cherry lakásában lakott. Később Jake Cherry elvált, és 1990-ben feleségül vette Deng-et. Ekkor Wendi törvényesen is amerikai állampolgár lett zöld kártya igénylésével. Két év és hét hónap házasság után elváltak. Jake később elmondta, hogy csak négy vagy öt hónapot éltek együtt, miután megtudta, hogy barátnője David Wolf-fal, egy korban jobban hozzá illő férfival jár.
1997-ben ismerte meg a nála 37 évvel idősebb Rupert Murdoch médiamogult, miközben a Murdoch érdekeltségébe tartozó Star TV-nél dolgozott Hongkongban. 1999-ben házasodtak össze Murdoch Morning Glory nevű jachtján, nem sokkal azután, miután Murdoch elvált második feleségétől, Anna Murdoch-tól. Két lányuk van: Grace (2001) és Chloe (2003). Grace Murdoch keresztapja Tony Blair volt brit miniszterelnök. 2013 júniusában elváltak.
2014 februárjában a The Daily Telegraph és a Vanity Fair azt állították, hogy Deng-nek viszonya volt Tony Blairrel. Rupert Murdoch ezt követően felfüggesztette Blair-rel való hosszú ideje tartó szövetségét.
A The Wall Street Journal 2018-ban azt írta, hogy Jared Kushner-t és Ivanka Trumpot, Wendi Deng régi barátait figyelmeztették, hogy Deng arra használhatja őket, hogy a kínai kormány céljait táplálja. Michael Wolff, a Fire and Fury: Inside the Trump White House című könyv szerzője szerint a cikk Rupert Murdoch kísérlete volt arra, hogy elterjessze volt feleségéről, hogy kínai kém.
Deng New Yorkban él két lányával. Grace a Yale Egyetemen tanul, Chloe pedig a Stanfordi Egyetemen.